# Schill-Kaserne (Wesel)
Die Schill-Kaserne ist eine Kaserne für Einheiten der NATO in Wesel. Sie ist nach Ferdinand von Schill (1776–1809) benannt. Sie beherbergte ab 1965 das Raketenartilleriebataillon 150 und andere Einheiten der Bundeswehr.
Im Januar 2010 wurde das Fernmeldebataillon 284 aufgelöst, es ging im NATO-Bataillon auf, das von Maastricht nach Wesel umzog. Das 1st NATO Signal Battalion wird von Soldaten aus elf Nationen gebildet und stellt für die NATO-Hauptquartiere alle Fernmeldeverbindungen und die IT-Ausrüstung bereit.
Im Oktober 2011 gab Bundesverteidigungsminister Thomas de Maizière bekannt, dass für die Kaserne starke personelle Einschnitte bevorstehen.
Im Januar 2012 wurde bekannt, dass unter anderem in ein Regenrückhaltebecken investiert wird.
Eine weitere Kaserne mit dem gleichen Namen befand sich in Lütjenburg. Dort war bis zu seiner Auflösung das Flugabwehrlehrregiment 6 stationiert.